# Gout Gout
Gout Gout (Ipswich, Queensland, 2007) é um atleta australiano, especialista em provas de velocidade (100 m e 200 m). Tem atualmente o recorde da Oceania de 200 metros, com 20,04s.

## Biografia
Nasceu em Ipswich, cidade a sul de Brisbane, de pais originários do Sudão do Sul, que emigraram para a Austrália dois anos antes de Gout Gout nascer. Estudou na Ipswich Grammar School, e praticou futebol antes de se dedicar ao atletismo.
O seu pai, Bona Gout, contou em entrevista à 7NEWS que o nome de família é resultado de um erro administrativo ocorrido quando fugiram para o Egito. Com a tradução para árabe, o verdadeiro nome de família Guot, foi mal escrito como Gout, e deve pronunciar-se «Gwot». Bona Gout declarou desejar corrigir esse erro num futuro próximo.
Gout Gout tem batido numerosos recordes, sendo o australiano de menos de 16 anos mais rápido de sempre (em 2022), é o recordista sub-18 dos 200 m (2023), com menos 0,3 segundos que Usain Bolt com a mesma idade, e obteve uma medalha de prata nos 200 m no Campeonato Mundial Sub-20 de Atletismo de 2024 realizado em Lima, com recorde nacional australiano (2024). Liderava em março de 2025 o melhor tempo mundial nos 200 m.